# Здравословно хранене
Здравослòвното хрàнене е балансирано консумиране на храна, което осигурява растежа, нормалното развитие и живот на човек, допринасяйки за укрепване на здравето му и предотвратяване на заболявания.  То съдържа повече от 40 незаменими хранителни вещества, които включват 8 аминокиселини.  Аминокиселините се съдържат в: белтъците, някои мастни киселини, (съдържащи се главно в растителните мазнини), витамините и минералните вещества. Храните доставят също веществата, източници на енергия за организма – белтъчини, въглехидрати и мазнини. 
Пълноценното хранене изисква консумация на разнообразна храна. Това може да се постигне, като в диетата се включат храни от различните хранителни групи. Препоръчително е в отделните дни да се избират различни представители на тези групи. 
Диета, богата на плодове, зеленчуци, пълнозърнести храни, бобови растения, ядки и риба, с ниско съдържание на наситени мазнини, трансмазнини и захар и ограничено количество сол  се свързва с добро общо здраве и намален риск от хронично заболяване. 
Здравословната диета включва ниско ниво на консумация на продукти от рафинирани зърна, преработено месо (напр. колбаси) и подсладени продукти.  Препоръките за здравословно хранене между страните за отделните продукти може да се различават, вероятно въз основа на националните култури и хранителни навици.  Следването на здравословни хранителни препоръки, съчетано с редовна физическа активност, намалява риска от развитие на хронични заболявания и разстройства като затлъстяване, сърдечно-съдови заболявания, диабет, високо кръвно налягане и рак. 
Урбанизацията, нарастването на преработените храни и промените в начина на живот на хората са довели до промяна в диетата им. Много хора не консумират достатъчно плодове, зеленчуци и други източници на фибри, като пълнозърнести храни.  Зеленчуците и плодовете са добър източник на фибри и основни витамини и минерали.  Почти всички страни имат диетични препоръки, които предписват консумацията на плодове и зеленчуци.  Добре е половината от храната, която се приема, да бъде плодове и зеленчуци. Другата храна да е една четвърт белтъчини и една четвърт въглехидрати, предимно зърнени храни. 
Агенцията за хранителни стандарти на Великобритания препоръчва следното съотношение на храните, показано на диаграмата:
- плодове и зеленчуци – 30,8 %;
- хляб, ориз, картофи, тестени изделия – 30,8 %;
- месо, риба, яйца, боб – 15 %;
- млечни продукти – 15 %;
- мазни и сладки храни – 8,4 %.

Храните, особено тези от растителен произход, са богати източници на биологично активни съединения, които не са хранителни вещества, но оказват влияние върху здравето на човека.
Общите диетични съвети обикновено се свеждат до консумация на нетлъсто месо, риба или ограничаване или умерена консумация на месо. Някои препоръки предлагат ограничаване на консумацията на червено месо.  Алтернатива на червеното месо като източник на протеин може да бъде комбинация от птиче месо, риба, ядки и бобови растения. 
При децата количеството на консумираните храни е по-малко. При бременните или кърмещите жени, старите хора които са с високи физически натоварвания, или други различни заболявания, диетите може да са различни и трябва да съответстват на специфични изисквания за съответното състояние. За опазването на организма от значение е качественото, пълноценно хранене, режимът на хранене и количеството. За здравословно хранено трябва разнообразна и пълноценна храна, спазване на режим на хранене, както и спазване на хигиенни правила на поведение.